# Barn (film)
Pour les articles homonymes, voir Barn et Barn (homonymie).
Pour plus de détails, voir Fiche technique et Distribution.
Barn est un film dramatique norvégien écrit et réalisé par Dag Johan Haugerud, produit par Motlys et sorti en 2019.
Les rôles principaux sont joués par Ella Øverbye, Henriette Steenstrup, Jan Gunnar Røise et Thorbjørn Harr.
Le film a remporté deux Dragon Awards au Festival du film de Göteborg , quatre prix au Kanonprisen 2019 et pas moins de neuf prix au Amanda Prize 2020, parmi lesquels la catégorie du meilleur film de cinéma norvégien. Il a remporté le prix du cinéma du Conseil nordique pour 2020, le prix norvégien de la critique cinématographique la même année et le prix de la critique cinématographique lors du Festival du film de Thessalonique.

## Synopsis
Lykke, 13 ans, est la fille d'un éminent homme politique. Elle blesse accidentellement son camarade de classe Jamie, le fils d'un homme politique local d'un autre parti politique. Jamie meurt plus tard à l'hôpital et Lykke prétend que la mort de Jamie était un accident, mais personne ne la croit. La directrice de l'école, Liv, est une idéaliste qui, contrairement à ses convictions politiques, a vécu une relation secrète avec Karl Erik, le père de Jamie. Lorsqu’ils ne parviennent plus à garder cette relation secrète, leur entourage réagit avec incrédulité.
Le frère de Liv, Anders, est également le professeur de Lykke et de Jamie. Il était dans la cour d'école lorsque l'accident de Jamie a eu lieu, et est alors submergé par la culpabilité de ne pas avoir pu empêcher l'accident de se produire. Le reste de la société doit également faire face à cette situation et à toutes ses conséquences. Comment cela a-t-il pu se produire et comment est-il réellement possible que les plus proches parents survivent ensuite ?

## Fiche technique
- Titre original : Barn
- Réalisation : Dag Johan Haugerud
- Scénario : Dag Johan Haugerud
- Photographie : Øystein Mamen
- Montage : Jens Christian Fodstad
- Musique : Peder Kjellsby, Arnaud Fleurent-Didier
- Costumes : Ida Toft
- Production : Yngve Sæther
- Sociétés de production : Motlys
- Direction artistique : Susanne Vågsæter
- Pays de production : Norvège
- Langue originale : norvégien
- Format : couleur
- Genre : drame
- Durée : 157 minutes
- Dates de sortie[6] : 
  - Italie : 3 septembre 2019 (Venice Days - Giornate degli Autori, Venice Film Festival)
  - Norvège : 13 septembre 2019

## Distribution
- Henriette Steenstrup :  Liv
- Jan Gunnar Røise :  Anders
- Thorbjørn Harr :  Per Erik Lundemo
- Brynjar Åbel Bandlien :  Jan
- Anne Marit Jacobsen :  Torunn
- Ella Øverbye :  Lykke
- Andrea Bræin Hovig (no) :  Eva
- Hans Olav Brenner (no) :  Sigurd
- Tone Danielsen (no) :  Kari
- Trine Wiggen :  Helene
- Selome Emnetu :  Signe
- Adam Pålsson :  Hans Lucas
- Andrine Sæther : Marta

## Récompenses et nominations
| Prix                                                   | Catégorie                                        | Nomination                               | Résultat   |
| ------------------------------------------------------ | ------------------------------------------------ | ---------------------------------------- | ---------- |
| Festival du film de Göteborg 2020 : Dragon Awards (no) | Meilleur long métrage nordique                   | NC                                       | Lauréat    |
| Festival du film de Göteborg 2020 : Dragon Awards (no) | Meilleur jeu d'acteur                            | Henriette Steenstrup                     | Lauréat    |
| Kanonprisen 2019                                       | Meilleur réalisateur                             | Dag Johan Haugerud                       | Lauréat    |
| Kanonprisen 2019                                       | Meilleur scénario                                | Dag Johan Haugerud                       | Lauréat    |
| Kanonprisen 2019                                       | Meilleure actrice                                | Henriette Steenstrup                     | Nomination |
| Kanonprisen 2019                                       | Meilleur acteur                                  | Jan Gunnar Røise                         | Lauréat    |
| Kanonprisen 2019                                       | Meilleur montage                                 | Jens Christian Fodstad                   | Lauréat    |
| Kanonprisen 2019                                       | Meilleure photographie                           | Øystein Mamen                            | Nomination |
| Sølvklumpen (no) 2019                                  | Meilleur film norvégien                          | NC                                       | Lauréat    |
| Amandaprisen 2020                                      | Meilleur film de cinéma norvégien                | NC                                       | Lauréat    |
| Amandaprisen 2020                                      | Meilleur réalisateur                             | Dag Johan Haugerud                       | Lauréat    |
| Amandaprisen 2020                                      | Meilleure actrice                                | Henriette Steenstrup                     | Nomination |
| Amandaprisen 2020                                      | Meilleur acteur                                  | Jan Gunnar Røise                         | Lauréat    |
| Amandaprisen 2020                                      | Meilleur acteur dans un second rôle              | Thorbjørn Harr                           | Lauréat    |
| Amandaprisen 2020                                      | Meilleur scénario de film                        | Dag Johan Haugerud                       | Lauréat    |
| Amandaprisen 2020                                      | Meilleure photographie                           | Øystein Mamen                            | Lauréat    |
| Amandaprisen 2020                                      | Meilleure conception sonore                      | Gisle Tveito                             | Lauréat    |
| Amandaprisen 2020                                      | Meilleure musique originale                      | Peder Kjellsby et Arnaud Fleurent-Didier | Lauréat    |
| Amandaprisen 2020                                      | Meilleur montage                                 | Jens Christian Fodstad                   | Lauréat    |
| Nordic Council Film Prize (Nordisk råds filmpris) 2020 |                                                  | NC                                       | Lauréat    |
| Prix de la Critique (Filmkritikerprisen) 2020          |                                                  | Dag Johan Haugerud                       | Lauréat    |
| Festival du film de Thessalonique                      | Prix de la Critique de Film (Filmkritikerprisen) | NC                                       | Lauréat    |